# Zanclopalpus
Zanclopalpus là một chi bướm đêm thuộc họ Erebidae.

## Loài
- Zanclopalpus rasalis (Warren, 1891)